# The Pier
The Pier – Die Fremde Seite der Liebe (Originaltitel: El embarcadero) ist eine spanische Dramaserie des Streaminganbieters Movistar+, die erstmals am 18. Januar 2019 veröffentlicht wurde. Die Idee zur Serie stammte von den spanischen Produzenten und Drehbuchautoren Álex Pina, der die erfolgreiche Serie Haus des Geldes erfand, sowie Esther Martínez Lobato, die ebenfalls an dieser Serie mitwirkte. Die deutschsprachige Erstveröffentlichung erfolgte am 29. November 2019 bei Joyn Plus+.
Die erste und zweite Staffel wurden gemeinsam gedreht. Die Veröffentlichung der zweiten Staffel fand am 17. Januar 2020 statt. Zugleich war die zweite auch die letzte Staffel, da die Handlungsgeschichte zu Ende erzählt wurde.

## Handlung
Die Serie handelt von Alejandra „Álex“ Leyva und Verónica Alfaro, die nach dem Suizid von Óscar León Faus – mit dem sie beide in Unkenntnis voneinander parallel zusammenlebten – aufeinandertreffen. Álex ist eine sehr perfektionistische Architektin und lebt in der Großstadt Valencia. Verónica wiederum ist eine entspannte Person, die mit der gemeinsamen Tochter im Nationalpark Albufera lebt. Álex beschließt, sich unter einer anderen Identität und mit dem Namen Martina an Verónica zu wenden. Sie gibt vor, dass sie ein Leben der Freiheit auf dem Lande genießen möchte. Jedoch möchte sie herausfinden, warum ihr Mann gelogen und sich in eine andere Frau verliebt hat und was in der Nacht seines Todes wirklich geschah.

## Besetzung und Synchronisation
Die deutsche Synchronisation entstand unter der Dialogregie von Janina Richter mit Dialogbuch von Jennifer Schöngarth bei der Studio Hamburg Synchron GmbH in Hamburg-Tonndorf.
| Rolle                                | Schauspieler/in  | Synchronsprecher/in       | Staffeln |
| ------------------------------------ | ---------------- | ------------------------- | -------- |
| Óscar León Faus                      | Álvaro Morte     | Valentin Stilu            | 1–2      |
| Alejandra „Álex“ Leyva alias Martina | Verónica Sánchez | Friederike Walke          | 1–2      |
| Verónica Alfaro                      | Irene Arcos      | Lydia Morgenstern         | 1–2      |
| Conrado                              | Roberto Enríquez | Gerrit Hamann             | 1–2      |
| Katia                                | Marta Milans     | Katja Hiller              | 1–2      |
| Ada                                  | Judit Ampudia    | Amelie Plaas-Link         | 1–2      |
| Francisco „Fran“ Pacheco             | Miquel Fernández | Steven Merting            | 1–2      |
| Vicent                               | Paco Manzanedo   | Sven Fechner              | 1–2      |
| Blanca                               | Cecilia Roth     | Katja Brügger             | 1–2      |
| Jaume „Big Boss“                     | Antonio Garrido  | Sebastian Christoph Jacob | 1–2      |
| Sol                                  | Luna Fulgencio   | Victoria Glück            | 1–2      |
| Montse                               | Eva Martin       | Traudel Sperber           | 1–2      |

## Produktion und Veröffentlichung
Ab März 2018 wurden zwei Staffeln mit je acht Episoden gedreht. Die erste Staffel wurde am 18. Januar 2019 durch den spanischen Streaminganbieter Movistar+ veröffentlicht. Die zweite Staffel wurde am 17. Januar 2020 veröffentlicht. Bereits im Anfang Dezember 2019 wurde bekannt, dass die zweite Staffel gleichzeitig die letzte sein wird. Gemäß Álex Pina war die Handlungsgeschichte der Serie auf 16 Folgen ausgelegt und daher sei eine weitere Staffel nicht sinnvoll. Für den weltweiten Vertrieb unter dem Titel The Pier ist das Unternehmen Beta Film zuständig.
Für Deutschland erwarben ProSiebenSat.1 und Discovery für ihr neues Streamingangebot Joyn die Veröffentlichungsrechte. Der ORF erwarb sie für das österreichische Gebiet. Trotz der Ankündigung Joyns, die Serie am 30. November 2019 zu veröffentlichen, wurde die erste Staffel bereits einen Tag vorher veröffentlicht. Die zweite Staffel wurde am 21. Mai 2020 veröffentlicht. Beide Staffeln wurden vom 22. bis 25. Juni 2021 von der ARD gesendet und in der ARD-Mediathek veröffentlicht. Die Ausstrahlung der ersten Staffel auf ORF 1 erfolgte ab 12. August 2024.
Die erste Staffel wurde mit deutscher Synchronisation im Vertrieb der Beta Film GmbH am 5. Dezember 2019 auf DVD und Blu-Ray veröffentlicht.

## Episodenliste

### Staffel 1
Die Erstveröffentlichung fand am 18. Januar 2019 auf Movistar+ statt. Die deutschsprachige Erstveröffentlichung erfolgte am 29. November 2019 bei Joyn Plus+.
| Nr. (ges.) | Nr. (St.) | Deutscher Titel                     | Originaltitel | Erstveröffentlichung (Spanien) | Deutschsprachige Erstveröffentlichung (Deutschland) | Regie                           |
| ---------- | --------- | ----------------------------------- | ------------- | ------------------------------ | --------------------------------------------------- | ------------------------------- |
| 1          | 1         | In einem Haus am See                | Episodio 1    | 18. Jan. 2019                  | 29. Nov. 2019                                       | Jesús Colmenar                  |
| 2          | 2         | Eine zweite Frau, ein zweites Leben | Episodio 2    | 18. Jan. 2019                  | 29. Nov. 2019                                       | Álex Rodrigo                    |
| 3          | 3         | Angriff                             | Episodio 3    | 18. Jan. 2019                  | 29. Nov. 2019                                       | Jesús Colmenar und Álex Rodrigo |
| 4          | 4         | Auf dem Weg                         | Episodio 4    | 18. Jan. 2019                  | 29. Nov. 2019                                       | Álex Rodrigo                    |
| 5          | 5         | Der Brief                           | Episodio 5    | 18. Jan. 2019                  | 29. Nov. 2019                                       | Jorge Dorado                    |
| 6          | 6         | Mit neuer Kraft                     | Episodio 6    | 18. Jan. 2019                  | 29. Nov. 2019                                       | Álex Rodrigo                    |
| 7          | 7         | Wie Spuren im Sand                  | Episodio 7    | 18. Jan. 2019                  | 29. Nov. 2019                                       | Jorge Dorado                    |
| 8          | 8         | Am Abgrund                          | Episodio 8    | 18. Jan. 2019                  | 29. Nov. 2019                                       | Álex Rodrigo                    |

### Staffel 2
Die zweite Staffel wurde erstmals am 17. Januar 2020 auf Movistar+ veröffentlicht, im deutschsprachigen Raum bei Joyn Plus+ am 21. Mai 2020.
| Nr. (ges.) | Nr. (St.) | Deutscher Titel     | Originaltitel | Erstveröffentlichung (Spanien) | Deutschsprachige Erstveröffentlichung (Deutschland) | Regie                   |
| ---------- | --------- | ------------------- | ------------- | ------------------------------ | --------------------------------------------------- | ----------------------- |
| 9          | 1         | Der Schlüssel       | Episodio 9    | 17. Jan. 2020                  | 21. Mai 2020                                        | Álex Rodrigo            |
| 10         | 2         | Das wilde Tier      | Episodio 10   | 17. Jan. 2020                  | 21. Mai 2020                                        | Jorge Dorado            |
| 11         | 3         | Die Party           | Episodio 11   | 17. Jan. 2020                  | 21. Mai 2020                                        | Jorge Dorado            |
| 12         | 4         | Alles, was ich will | Episodio 12   | 17. Jan. 2020                  | 21. Mai 2020                                        | Eduardo Chapero-Jackson |
| 13         | 5         | Der Schmetterling   | Episodio 13   | 17. Jan. 2020                  | 21. Mai 2020                                        | Eduardo Chapero-Jackson |
| 14         | 6         | Der Todesengel      | Episodio 14   | 17. Jan. 2020                  | 21. Mai 2020                                        | Álex Rodrigo            |
| 15         | 7         | Im Schatten         | Episodio 15   | 17. Jan. 2020                  | 21. Mai 2020                                        | Eduardo Chapero-Jackson |
| 16         | 8         | Ein geteiltes Leben | Episodio 16   | 17. Jan. 2020                  | 21. Mai 2020                                        | Jorge Dorado            |